# Oedothorax mongolensis
Oedothorax mongolensis är en spindelart som först beskrevs av Stefan Heimer 1987.  Oedothorax mongolensis ingår i släktet Oedothorax och familjen täckvävarspindlar. Inga underarter finns listade i Catalogue of Life. Artens utbredningsområde är Ryssland (södra Sibirien) och Mongoliet.